# ام‌وی چیلان
ام‌وی چیلان (به انگلیسی: MV Chelan) یک کشتی است که طول آن ۳۲۸ فوت (۱۰۰٫۰ متر) می‌باشد. این کشتی در سال ۱۹۸۱ ساخته شد.